# Médiathèque de Sendai
La Médiathèque de Sendai est un centre multimédia à Sendai, préfecture de Miyagi au Japon. Elle a été dessinée par l’architecte japonais Toyo Ito en 1995 et achevée en 2001.

## Histoire
La médiathèque de Sendai a officiellement ouvert ses portes le 26 janvier 2001, cependant, les premières discussions datent d'août 1989 quand l'Association des Arts de la Préfecture de Miyagi a demandé la construction d'un nouveau musée à Sendai. Entre 1989 et 1994, un ancien dépôt de bus a été choisi comme site pour la réalisation de ce nouveau projet et le programme a été élargi pour prendre en compte le remplacement de la bibliothèque existante. Après consultation publique, un concours d'architecte a été mis en place pour le choix du projet et c'est l'atelier Toyo Ito and Associates Architects qui a été choisi parmi 235 autres projets.
La proposition de Ito est conceptuellement basée sur l'idée d'un espace de technologie fluide comme discuté dans un de ses articles de 1997 Tarzan in the Media Jungle. Plutôt que de considérer les médias comme des éléments étrangers à la nature, Ito propose de considérer les nouveaux médias, l'informatique comme faisant partie intégrante de l'environnement urbain contemporain. Le bâtiment est conçu comme un cube transparent à travers lequel de fins planchers flottent suspendus à des tubes organiques. La structure comporte 13 colonnes et 7 plateaux.